# Anarrhinum longipedicellatum
Anarrhinum longipedicellatum är en grobladsväxtart som beskrevs av R. Fernandes. Anarrhinum longipedicellatum ingår i släktet gapmunnar, och familjen grobladsväxter. Inga underarter finns listade i Catalogue of Life.